# Distretto di Sangi Takht
Il distretto di Sangi Takht è un distretto dell'Afghanistan appartenente alla provincia del Daikondi. Viene stimata una popolazione di 25 614 abitanti (stima 2016-17).